# Université d'Aberystwyth
L'université d'Aberystwyth (en gallois: Prifysgol Aberystwyth, en anglais : Aberystwyth University) est une université britannique située dans la ville d'Aberystwyth sur la côte Ouest du pays de Galles.

## Présentation
Accueillant environ 9 000 étudiants en 2006, répartis entre 18 départements, l'université est principalement réputée pour son département de politique internationale. L'université a été fondée en 1872 en tant que University College Wales. Le premier président de l'université était Thomas Charles Edwards et on comptait seulement 26 étudiants. C'est en 1919 qu'est inauguré le département de politique internationale, il s'agit alors du premier département de ce genre au monde. Parmi les célèbres anciens élèves, on peut citer le roi Charles III, qui y a étudié le gallois pendant un an avant de devenir prince de Galles.